# Joseba Beloki
Joseba Beloki (født 12. august 1973) er en spansk, tidligere professionel cykelrytter.
Han begyndte sin professionelle karriere i 1998 på det baskiske hold Euskadi. I 2000 gik han over til Festina.
Han blev nummer tre sammenlagt i Tour de France 2000 og i 2001, og nummer to i 2002. I tillæg blev han i 2002 nummer tre i Vuelta a España og vandt Katalonien Rundt i 2001.
Under 9. etape af Tour de France 2003, da han lå som nummer to sammenlagt, styrtede Beloki på en glat og varm vejbane og fik flere brud.
Efter denne skade kom han aldrig tilbage til sin gamle form og stoppede sin karriere i 2006.